# Batalla d'al-Lujj
La batalla d'al-Lujj, lliurada el 5 de febrer de 1146, va enfrontar el Regne de Castella contra els musulmans a al-Lujj, llogaret proper a Chinchilla de Monte-Aragón (segurament la moderna Lezuza o la moderna Alatoz).
La batalla la va lliurar el rei musulmà Àhmad ibn Abd-al-Màlik Sayf-ad-Dawla (anomenat pels castellans com Zafadola) contra els comtes castellans, amb el suport d'Abd-Al·lah at-Tsagrí, senyor de Conca enviats per Alfons VII de Castella a sotmetre als rebels de Bayyasa, Ubbada i Jayyan que refusaven pagar el tribut a Zafadola, vassall del rei castellà.
Quan els rebels es van veure perduts es van sotmetre a Zafadola a canvi de defensar-los contra els comtes que refusaven aturar la seva expedició, i Zafadola els va haver de combatre sent derrotat i capturat pels cristians. Conduït al campament cristià anomenat los Pardos, fou assassinat per alguns soldats, amb gran pena dels mateixos comtes i del rei castellà; junt amb ell va morir el seu aliat, el governador de València Abd-Al·lah ibn Sad ibn Mardanix, conegut després com a Sahib al-Basit (senyor o màrtir d'Albacete).